# Сакко
Сакко (итал. Sacco) — коммуна в Италии, располагается в регионе Кампания, в провинции Салерно.
Население составляет 660 человек (2008 г.), плотность населения составляет 28 чел./км². Занимает площадь 24 км². Почтовый индекс — 84070. Телефонный код — 0974.
Покровителем коммуны почитается святой Сильвестр I, папа римский, празднование 31 декабря.

## Демография
Динамика населения:

## Администрация коммуны
- Официальный сайт: http://www.comune.sacco.sa.it/